# Axis of Justice
Axis of Justice er en non-profit organisation dannet af Tom Morello og Serj Tankian. Organisationens formål er at samle musikere, fans og græsrodsbevægelser i kampen mod social uretfærdighed. I et interview fra 2007 forklarede Morello, hvordan han dannede projektet sammen med Tankian, efter at have overværet folk bandt publikum til Ozzfest i 2002, reklamere for racisme. I et forsøg på at promovere antiracistiske og antifacistiske budskaber, allierede Axis of Justice sig med Anti-Racist Action kort tid efter deres dannelse.

## Medlemmer
- Serj Tankian — Vokal, klaver
- Tom Morello — Guitar, vokal

## Diskografi
- 2004: Axis of Justice: Concert Series Volume 1

## Fodnoter
1. ↑  "Om Axis of Justice". Arkiveret fra originalen 6. oktober 2011. Hentet 10. oktober 2011.
2. ↑  Sam Dunn (2005). Metal: A Headbanger's Journey (DVD) (amerikansk engelsk). Warner Home Video. {{cite AV media}}: |access-date= kræver at |url= også er angivet (hjælp); |format= kræver at |url= også er angivet (hjælp)